# جون إي. غالاغير
جون إي. غالاغير (بالإنجليزية: John E. Gallagher)‏ هو مخرج أمريكي، ولد في 15 فبراير 1958، وتوفي في 2 مارس 2019.

## وصلات خارجية
- جون إي. غالاغير على موقع IMDb (الإنجليزية)
- جون إي. غالاغير على موقع ألو سيني (الفرنسية)
- جون إي. غالاغير على موقع أول موفي (الإنجليزية)
- جون إي. غالاغير على موقع أول موفي (الإنجليزية)
- جون إي. غالاغير على موقع قاعدة بيانات الفيلم (الإنجليزية)